# ソフィー・ロウ
ソフィー・ロウ（Sophie Lowe, 1990年6月5日 - ）は、イングランド生まれのオーストラリアの女優。

## 生い立ち
ヨークシャー、シェフィールドで生まれ、2000年に家族と一緒にオーストラリアに移った。ローティーンの頃、チャドウィックモデルズと契約したがダンスを気に入ったためモデル活動をやめる。シドニーにあるマクドナルド・カレッジ・オブ・パフォーミング・アーツに通い、演技を始めた。
2008年にカレッジを卒業する前にいくつかのテレビ広告に登場。彼女の最初の重要な役柄は2009年に公開された映画『Beautiful Kate』における主演ケイト役である。『Beautiful Kate』のケイト役でオーストラリア映画協会賞主演女優賞にノミネートされた。他にクレジットされた作品には2010年に公開されたスリラー映画『Blame』のナタリー役がある。映画『Blame』は、カンヌ映画祭、メルボルン国際映画祭、トロント国際映画祭、第47回シカゴ国際映画祭、ブエノスアイレス国際インディペンデント映画祭で上映され、称賛を受けた。
2013年、マクドナルド・カレッジの同級生で卒業生リース・ウェイクフィールドと共同脚本、共同監督、ともに主演した短編映画『A Man Walks into a Bar...』はシドニーで行われたトロップフェスト短編映画祭でファイナリストである。
彼女は、テレビシリーズ『ワンス・アポン・ア・タイム』のスピンオフである『Once Upon A Time In Wonderland』で主演アリスに配役され、秋に初放映される。

## 出演作品
| テレビシリーズ/ 映画 |                                                            |                        |                        |        |
| 年                   | 作品名                                                     | 役名                   | 備考                   | Ref.   |
| 2005                 | Backyard Science                                           | 若き科学者             | テレビシリーズ         | [ 11 ] |
| 2007                 | Kindle                                                     | Hayley                 | 短編映画               | [ 11 ] |
| 2008                 | He. She. It.                                               | Cassie                 | 短編映画               | [ 11 ] |
| 2008                 | The Mirage                                                 | Deb                    | 短編映画               | [ 11 ] |
| 2009                 | Beautiful Kate                                             | Kate Kendall           | 映画                   | [ 11 ] |
| 2009                 | All Saints                                                 | Chloe                  | テレビシリーズ         | [ 11 ] |
| 2009                 | Blessed                                                    | Katrina                | 映画                   | [ 11 ] |
| 2010                 | The Clinic                                                 | Allison                | 映画                   | [ 11 ] |
| 2010                 | Satisfaction                                               | Kate                   | テレビシリーズ - 計2話 | [ 11 ] |
| 2010                 | アンストッパブル・ハイウェイ Road Train                    | Nina                   | 映画                   | [ 11 ] |
| 2010                 | Blame                                                      | Natalie                | 映画                   | [ 11 ] |
| 2011                 |                                                            |                        |                        |        |
| Moth                 | Heather                                                    | 短編映画               | [ 11 ]                 |        |
| Kiss                 | Kristy                                                     | 短編映画               | [ 11 ]                 |        |
| The Slap             | Connie                                                     | テレビシリーズ - 計8話 | [ 11 ]                 |        |
| One of Us            | Rose                                                       | 映画                   | [ 11 ]                 |        |
| 2013                 | Autumn Blood                                               | The Girl               | 映画                   | [ 11 ] |
| 2013                 | The Philosophers                                           | Petra                  | 映画                   | [ 11 ] |
| 2013                 | Two Mothers                                                | Hannah                 | 映画                   | [ 11 ] |
| 2013                 | A Man Walks Into A Bar...                                  | Woman                  | 短編映画               | [ 11 ] |
| 2013                 | Once Upon A Time In Wonderland                             | Alice                  | テレビシリーズ         | [ 11 ] |
| 2013                 | 美しい絵の崩壊 Adore                                       | ハンナ                 | 映画                   | [ 11 ] |
| 2019                 | ブロー・ザ・マン・ダウン〜女たちの協定〜 Blow the Man Down | プリシラ・コノリー     | 映画                   | [ 11 ] |
| 2019                 | エージェント・スミス Above Suspicion                       | キャシー・パトナム     | 映画                   | [ 11 ] |